# Johan Lilliecrantz
Johan Gerhardi Lilliecrantz, tidigare Westerman, född 28 november 1604 i Uppsala församling, Uppland, död 10 maj 1653, var en svensk ämbetsman.

## Biografi
Johan Lilliecrantz föddes 1604 i Uppsala församling. Han var son till handlanden Gerhard Westerman. Lilliecrantz blev 15 november 1620 student vid Uppsala universitet och 5 juni 1627 auskultant i Svea hovrätt. Han blev 12 maj 1635 stadssekreterare i Stockholm och 20 juni 1645 justiteborgmästare i staden. Lilliecrantz adlades 20 december 1649 till Lilliecrantz och introducerades 1650 i Sveriges riddarhus som nummer 480. Han var även från 27 augusti 1651 assessor i kommerkollegium och från 1652 direktör för norrländska tjärukompaniet och Västerviks skeppskompani. Lilliecrantz avled 1653 och begravdes 16 maj samma år i Sankt Nikolai kyrka i Stockholm där hans vapen sattes upp.

### Familj
Lilliecrantz gifte sig 28 augusti 1636 i Sankt Nikolai församling med Carin Sneckenfelt (1617–1692). Hon var dotter till tullnären Lars Bengtsson och Brita Danielsdotter (Svinhufvud i Västergötland). De fick tillsammans barnen Brita Lilliecrantz (1637–1673), kaptenen Gerhard Lilliecrantz (1640–1712) vid Jämtlands regemente, kaptenen Lars Lilliecrantz  (1642–1690) på skeppet Carolus, Gertrud Lilliecrantz (född 1644), fänriken Gustaf Lilliecrantz (1647–1675) vid Dalregementet och fänriken Axel Magnus Lilliecrantz (död 1672) vid Upplands regemente.